# Ustup Krylatyj
Ustup Krylatyj är en bergstopp i Antarktis. Den ligger i Östantarktis. Australien gör anspråk på området. Toppen på Ustup Krylatyj är 1 848 meter över havet.
Terrängen runt Ustup Krylatyj är lite kuperad. Trakten är obefolkad. Det finns inga samhällen i närheten.